# Neivamyrmex pilosus
Neivamyrmex pilosus är en myrart som först beskrevs av Smith 1858.  Neivamyrmex pilosus ingår i släktet Neivamyrmex och familjen myror.

## Underarter
Arten delas in i följande underarter:
- N. p. beebei
- N. p. mandibularis
- N. p. mexicanus
- N. p. pilosus

## Bildgalleri

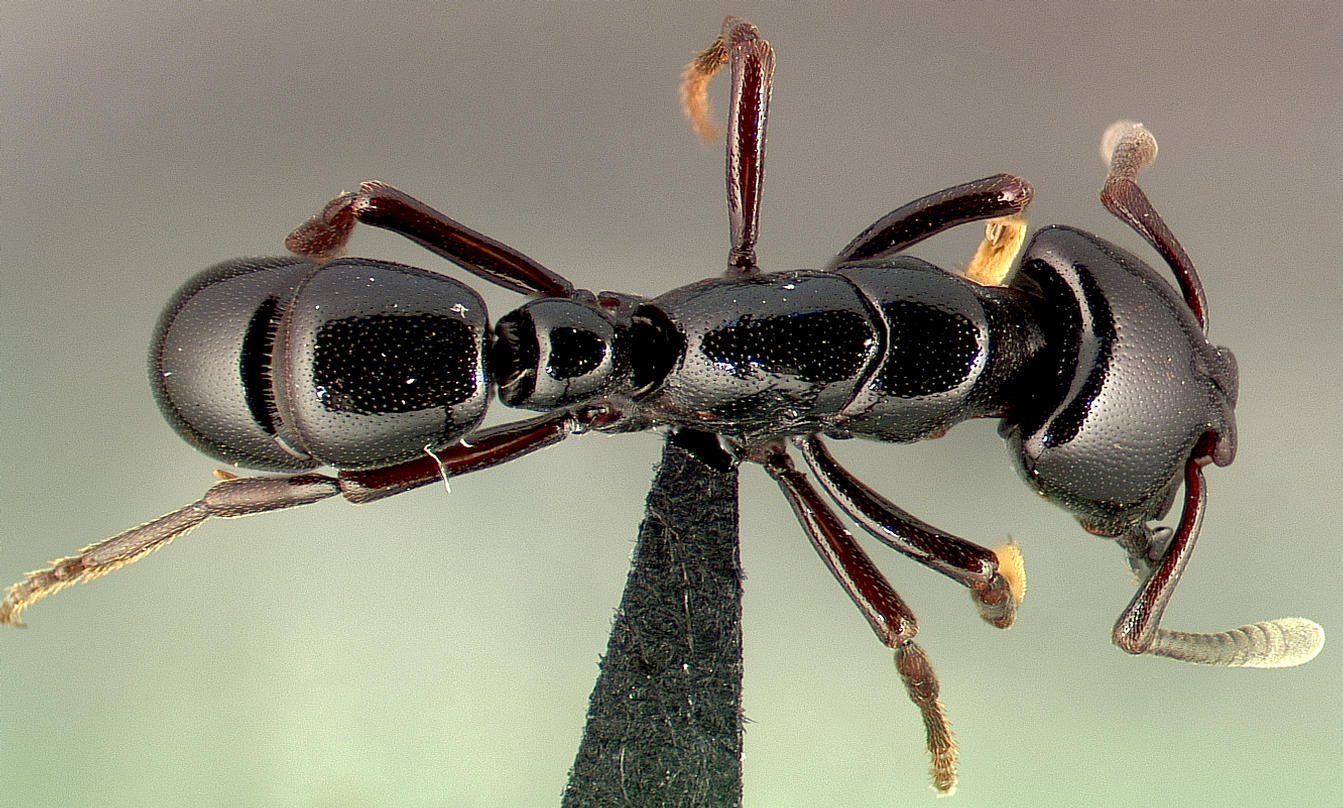
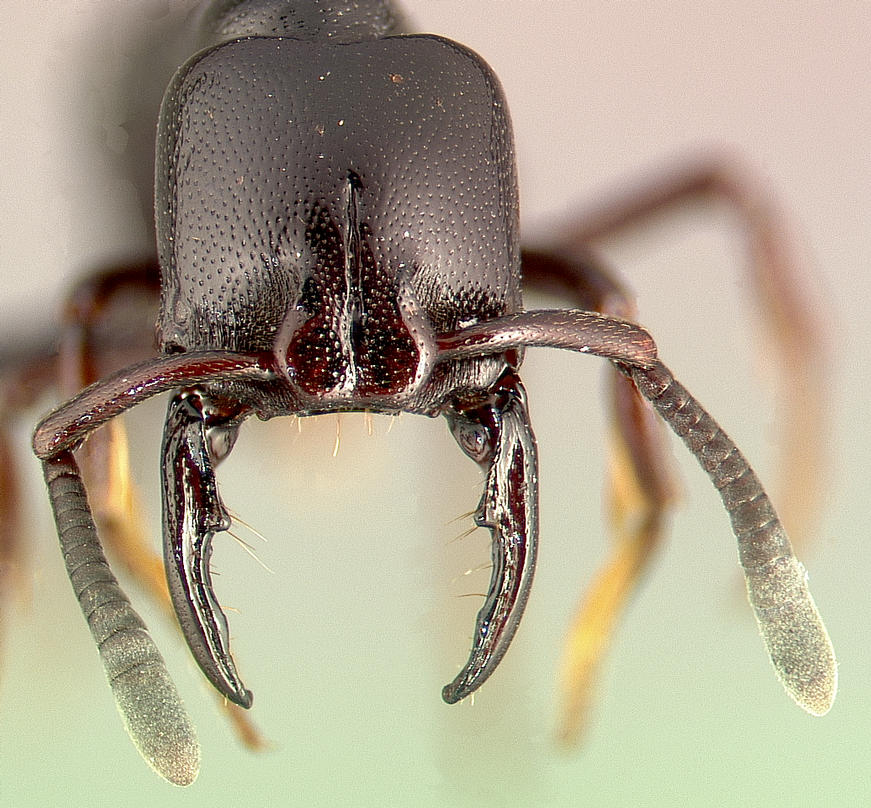
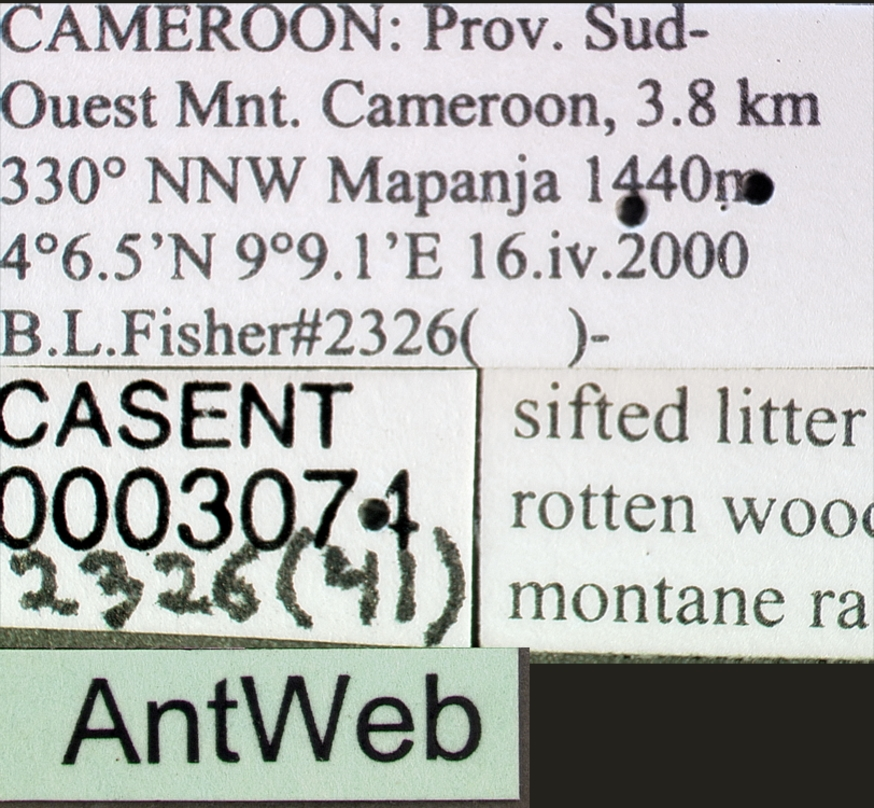
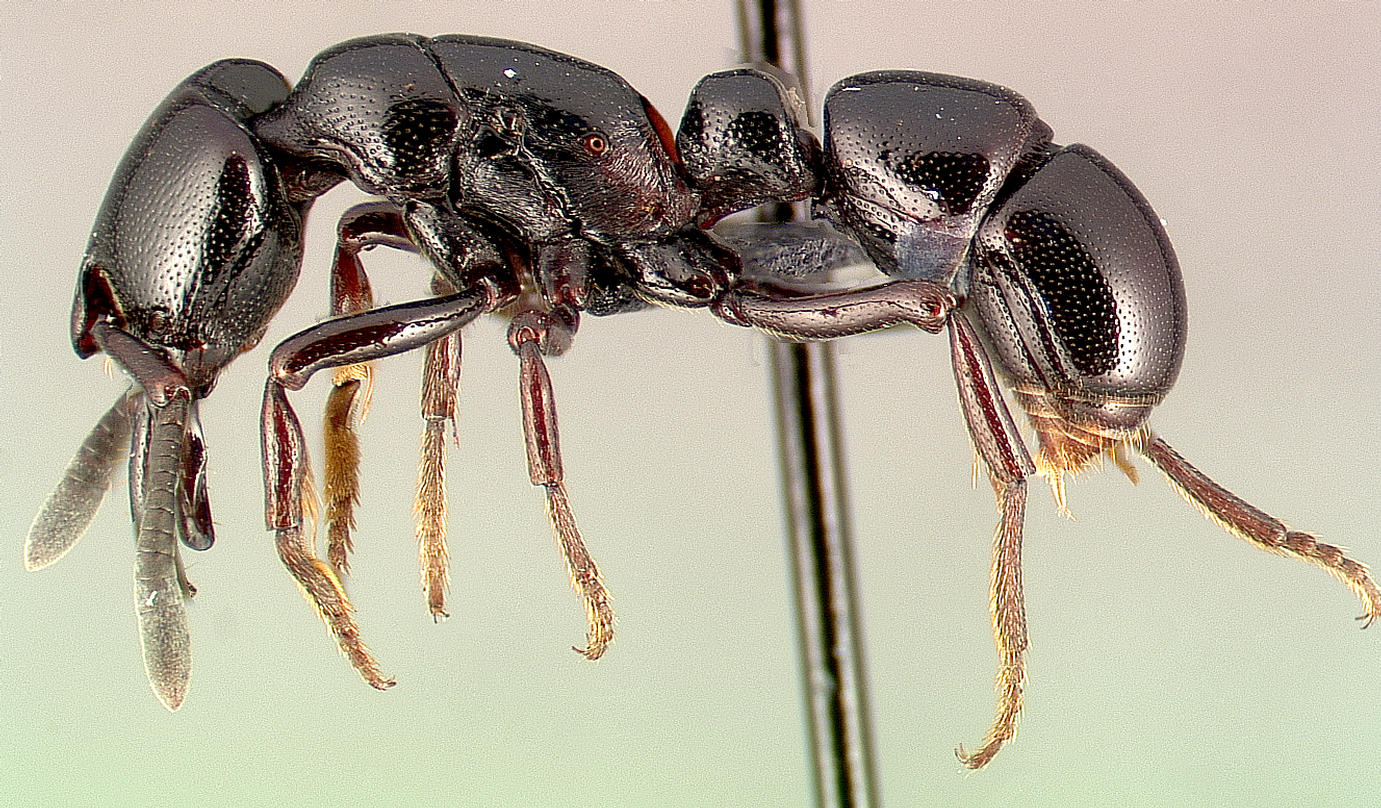
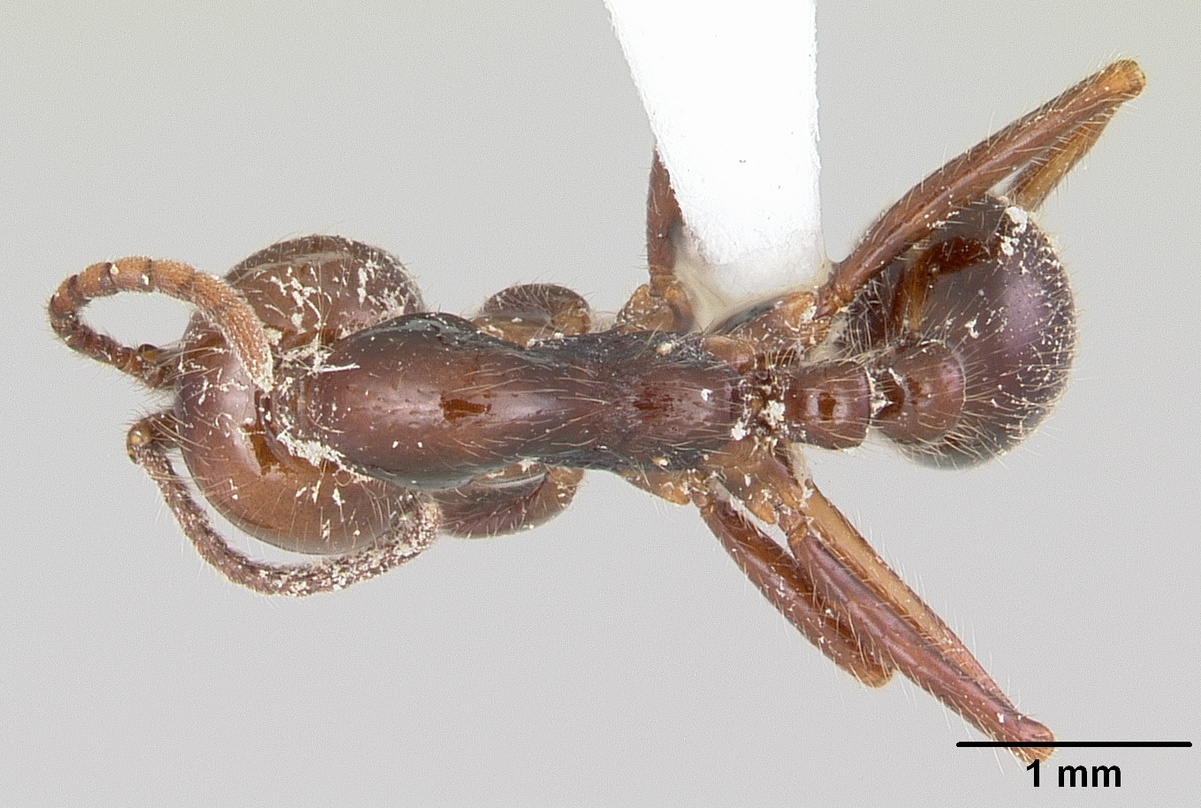
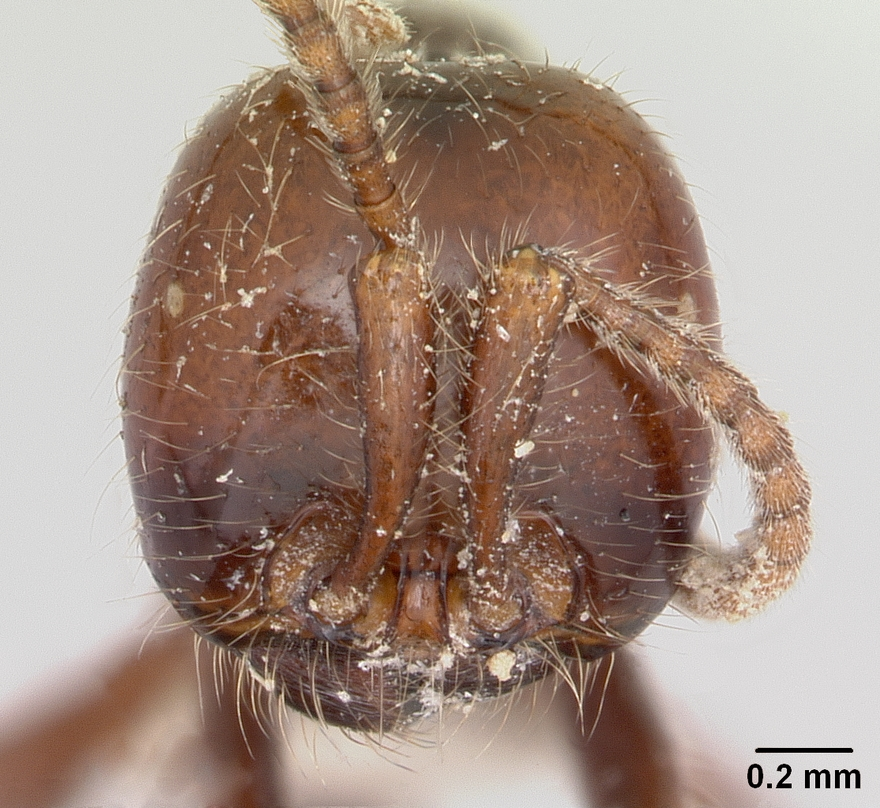